# 太姥山镇
太姥山镇是中国福建省宁德市福鼎市下辖的一个镇。世界地质公园太姥山在该镇境内。

## 历史沿革
该镇原名秦屿镇。2011年，福建省人民政府批复同意将“秦屿镇”更名为“太姥山镇”。

## 行政区划
太姥山镇共辖5个居委会、26个行政村，分别是：
玉池社区、康湖社区、寒碧社区、金麟社区、积石社区、秦屿村、建国村、秦海村、巨口村、东埕村、牛郎冈村、樟岐村、蒙湾村、东星村、小筼筜村、日澳村、屯头村、斗门村、吉坑村、太阳头村、彭坑村、潋城村、才堡村、下尾村、瓜园村、洋里村、太姥洋村、竹下村、仙梅村、孔坪村、方家山村和秦屿国有农场。

## 中国传统村落
2012年，潋城村被评为首批“中国传统村落”。